# Pyrgus cacaliae
Pyrgus cacaliae es una especie de mariposa del género Pyrgus, categorizada en la tribu Pyrgini, de la subfamilia Pyrginae. Fue descrita por Jules Pierre Rambur en 1839.

## Descripción
Pyrgus cacaliae es comparativamente grande y las manchas blancas en la parte superior de las alas anteriores están muy reducidas. La parte inferior del ala trasera tiene un color verde oliva descolorido con una punta larga y otra corta en el borde interior (similar a un signo de exclamación). Esta característica también la muestra Pyrgus andromedae, pero en Pyrgus cacaliae no se destaca tan claramente. Además, el patrón canoso alpino suele encontrarse en altitudes más bajas. También se puede distinguir por las marcas pálidas más pequeñas y más tenues en las alas anteriores y las marcas menos llamativas en la parte inferior de las alas. En caso de duda, un examen genital es esencial para una determinación confiable. Ambos sexos tienen las mismas marcas, pero los machos son de color ligeramente más oscuro.

## Distribución
Se distribuye por Europa: Suiza, Austria, Francia, Italia, Rumania, España, Alemania, Andorra, Bulgaria y Liechtenstein.